# ألم المستقيم العابر
ألم المستقيم العابِر (بالإنجليزية: Proctalgia fugax)‏‏هو نوع من متلازمة الرافعة الشرجية، وهو ألم شديد عرضي في مناطق المستقيم والشرج. يمكن أن يحدث بسبب شد عضلي في عضلة الرافعة الشرجية، وخاصة في قسم العضلة العانية العصعصية.

## العلامات والأعراض
غالبًا ما يحدث ألم المستقيم العابر في منتصف الليلويستمر من ثوان إلى دقائق؛ من المحتمل أن يتم تشخيص الألم الذي يستغرق عشرين دقيقة أو أكثر كمتلازمة الرافعة الشرجية. في دراسة نُشرت عام 2007 شملت 1809 مريضًا، كانت نسبة هجمات الألم التي وقعت في وضح النهار (33 بالمائة) وفي الليل (33 بالمائة) وكان متوسط عدد الهجمات 13 حالة.ومع ذلك، في العديد من الدراسات، كان متوسط عمر البدء 45 عامًا. أظهرت العديد من الدراسات أن النساء يتأثرن بشكل أكثر شيوعًا من الرجال، ولكن يمكن تفسير ذلك جزئيًا على الأقل من خلال إحجام الرجال عن طلب المشورة الطبية بشأن آلام المستقيم. تتفاوت البيانات عن عدد الأشخاص المصابين، ولكن معدل الانتشار قد يصل إلى 8-18٪.يُعتقد أن 17-20% فقط من المصابين يستشيرون الطبيب، لذا فإن الحصول على بيانات دقيقة حول حدوث المرض يمثل تحديًا.
أثناء النوبة، يشعر المريض بألم يشبه التشنج، وأحيانًا يكون مؤلمًا جداً، وألم في المستقيم و / أو فتحة الشرج، وغالبًا ما يساء تفسيره على أنه حاجة للتغوط. لكي يتم تشخيصه على أنه ألم مستقيمي عابر، يجب أن ينشأ الألم من جديد (والذي يعني عدم وجود سبب واضح). وبالتالي، الألم المرتبط بالإمساك (إما مزمن أو حاد)، الجماع الشرجي الاختراقي، الصدمة (مثل دموع أو شقوق العضلة العاصرة المستقيمة أو القناة الشرجية)، الآثار الجانبية لبعض الأدوية (خاصة الأفيونات)، أو دخول جسم غريب مستقيمي يعيق تشخيص ألم المستقيم العابر. تختفي نوبة الألم من تلقاء نفسها مع اختفاء التشنج أيضاً، ولكن النوبة قد تتكرر لاحقاً.
بسبب ارتفاع نسبة سماكة العاصرة الشرجية الداخلية مع هذا الاضطراب، يُعتقد أنه اضطراب في هذه العضلة أو أنه ألم عصبي للأعصاب الفرجية. من غير المعروف لحد الآن ما إذا كان ألم المستقيم العابر مرتبط بأي عملية مرضية أخرى. بشكل عام، لا يعتبر هذا الألم خطيراً، ولكنه قد يكون مزعجاً ويسبب القلق أثناء النوم أو يوقظ المصاب في الليل، فيؤثر بذلك على جودة الحياة.

## الأسباب
السبب الدقيق وراء ألم المستقيم العابر لا يزال غير معروف.  يعتقد أنه بسبب تشنجات عضلات الشرج. أظهرت بعض الدراسات أنه قد يكون بسبب مشكلة في الأعصاب الفرجية.  غالبًا ما يحدث بعد إجراء الحقن للبواسير يسمى العلاج بالتصليب، أو بعد استئصال الرحم المهبلي. كما يبدو أنه أكثر شيوعًا في الأشخاص الذين يعانون من متلازمة القولون المتهيج، وفي الأشخاص الذين يعانون من أعراض القلق. ذكرت بعض الدراسات أن الإجهاد والإمساك يمكن أن يزيدا من احتمالية حدوث الألم. عادة، تؤثر الحالة فقط على الأفراد الذين بدأوا أو بلغوا سن البلوغ، وتم تشخيص عدد أكبر من النساء من الرجال الذين يعانون من ألم المستقيم العابر.

## العلاج
في كثير من الأحيان لا يلزم العلاج. بالنسبة للعديد من الأشخاص، تكون نوبات الألم نادرة. غالباً ما يختفي الألم بسرعة من تلقاء نفسه. في عدد قليل من المصابين، قد يكون الأمر أكثر إزعاجًا وقد يحتاج إلى علاج تلطيفي، ولكن لا توجد علاجات مثبتة لهذه الحالة.قد يساعد الحمام الدافئ في تخفيف الألم عن طريق إرخاء العاصرة الشرجية. عموماً، لا يسبب الألم أي ضرر دائم للمصابين، ولكنه قد يكون مؤلم ومزعج. يركز العلاج في الغالب على تخفيف الألم. هناك خيارات علاجية قد تساعد على إرخاء عضلات الشرج ومنعها من التشنج وذلك بحسب الوصفة الطبية.

## الانتشار
يمكن لأي شخص أن يعاني من ألم المستقيم العابر، ولكن تشير الدراسات إلى أن حوالي 8 ٪ - 18 ٪ من الناس يصابون بهذا النوع من الألم. لا يؤثر عادةً ألم المستقيم العابر على أي شخص قبل بداية سن البلوغ ويبدو أنه يؤثر على عدد أكبر من النساء مقارنةً بالرجال. من غير الواضح سبب ذلك، وربما يكون بسبب زيادة عدد النساء اللواتي يبلغن عن الألم مقارنةً بالرجال، لأن الكثير من الناس لا يفعلون ذلك.

## روابط خارجية
- About.com
- PatientPlus